# Contea di Okaloosa
La contea di Okaloosa (in inglese Okaloosa County) è una contea della Florida, negli Stati Uniti. Il suo capoluogo amministrativo è Crestview.

## Geografia fisica
La contea ha un'area di 2.802 km² di cui il 13,53% è coperto d'acqua. È l'unica contea dell'Area Statistica Metropolitana di Fort Walton Beach-Crestview-Destin. Confina con:
- Contea di Covington - nord
- Contea di Walton - est
- Contea di Santa Rosa - ovest
- Contea di Escambia - nord-ovest

## Storia
Okaloosa è una parola indiana che significa "un posto piacevole", "acqua nera" o "bel posto" a seconda delle traduzioni. Prima che la contea di Okaloosa venisse creata, la popolazione si disperse nella zona e la distanza tra il capoluogo della Contea di Santa Rosa, Milton, e quello della Contea di Walton, DeFuniak Springs era di 70 miglia con dei sentieri poveri che rendevano i collegamenti tra i due centri quasi impossibili. Infatti quando la contea di Okaloosa venne creata non c'erano strade pavimentate. Nel 1917 venne approvata una legislatura che vedeva la creazione della contea di Okaloosa da parti delle due contee prima citate.

## Città principali

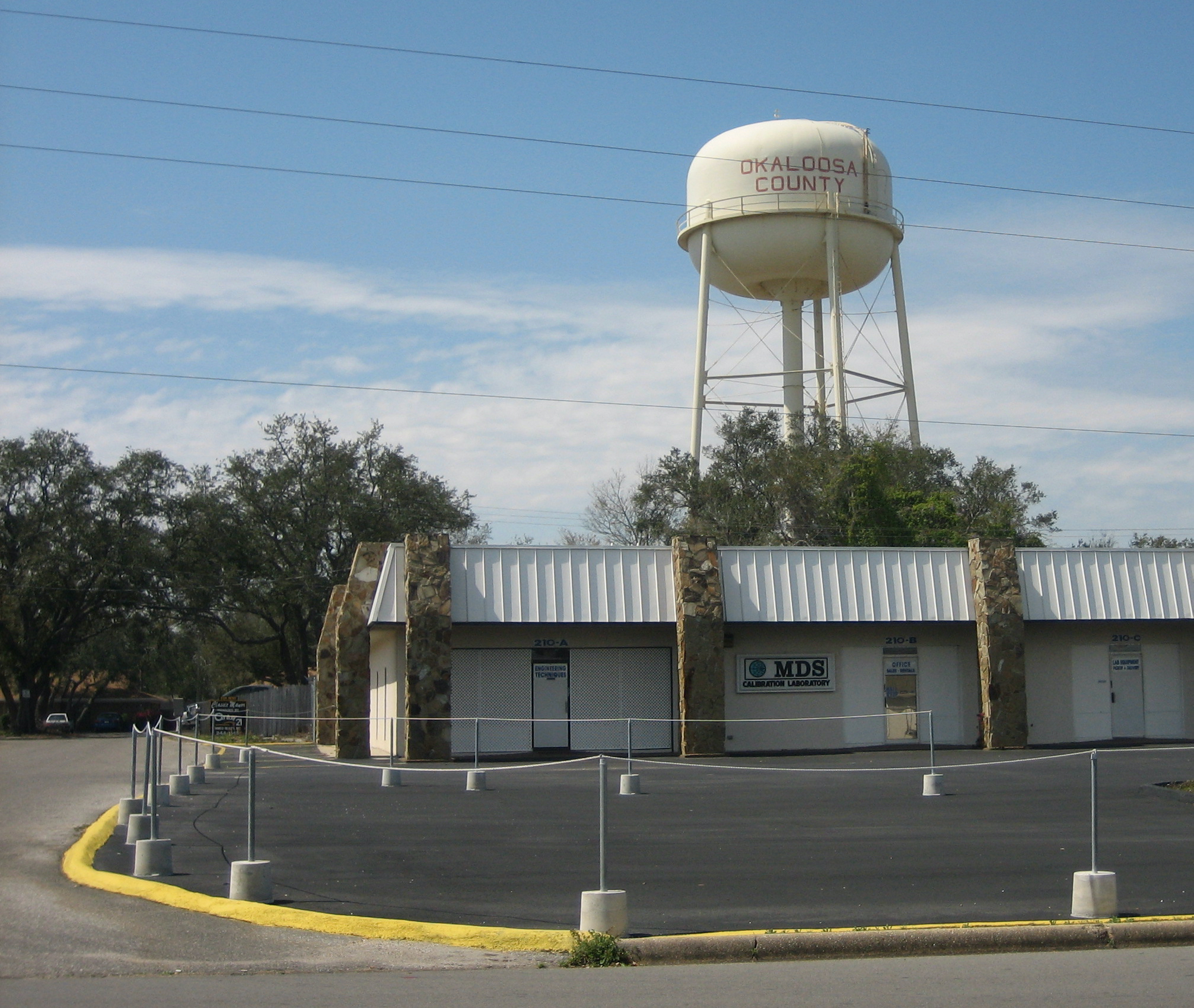
Acquedotto di Okaloosa

- Crestview
- Destin
- Fort Walton Beach
- Laurel Hill
- Mary Esther
- Niceville
- Valparaiso

## Politica
| Anno | Repubblicani | Democratici | Altri |
| ---- | ------------ | ----------- | ----- |
| 2004 | 77,6%        | 21,6%       | 0,8%  |
| 2000 | 73,7%        | 24%         | 2,3%  |
| 1996 | 64,5%        | 26,1%       | 9,4%  |
| 1992 | 53,1%        | 19,5%       | 27,4% |
| 1988 | 80%          | 19,3%       | 0,7%  |